# St. Georg (Pressath)

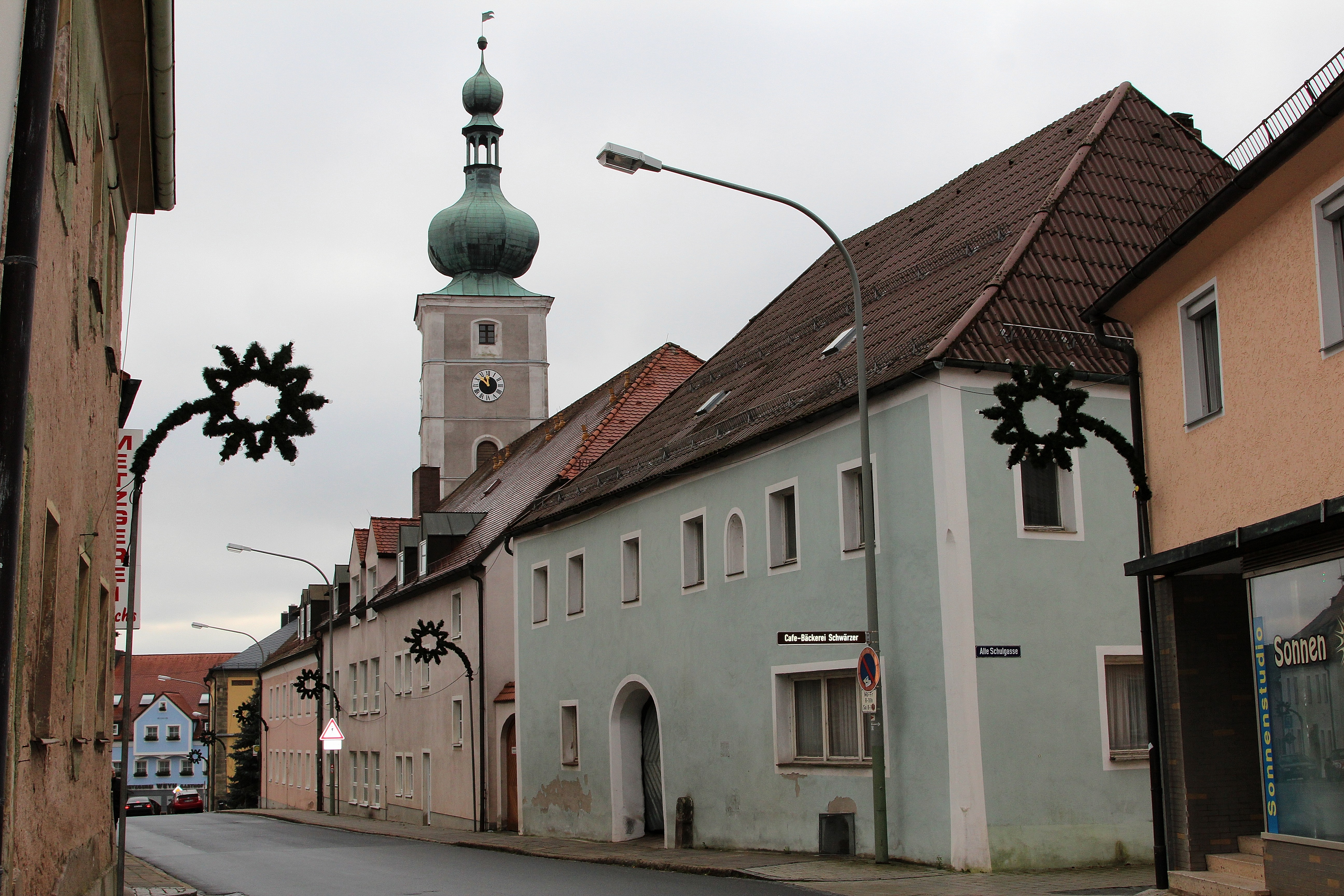
St. Georg in Pressath

Die römisch-katholische Pfarrkirche St. Georg ist eine gotische, barockisierte Saalkirche in Pressath im Oberpfälzer Landkreis Neustadt an der Waldnaab. Sie gehört zur Pfarreiengemeinschaft Burkhardsreuth-Pressath-Schwarzenbach im Bistum Regensburg.

## Geschichte

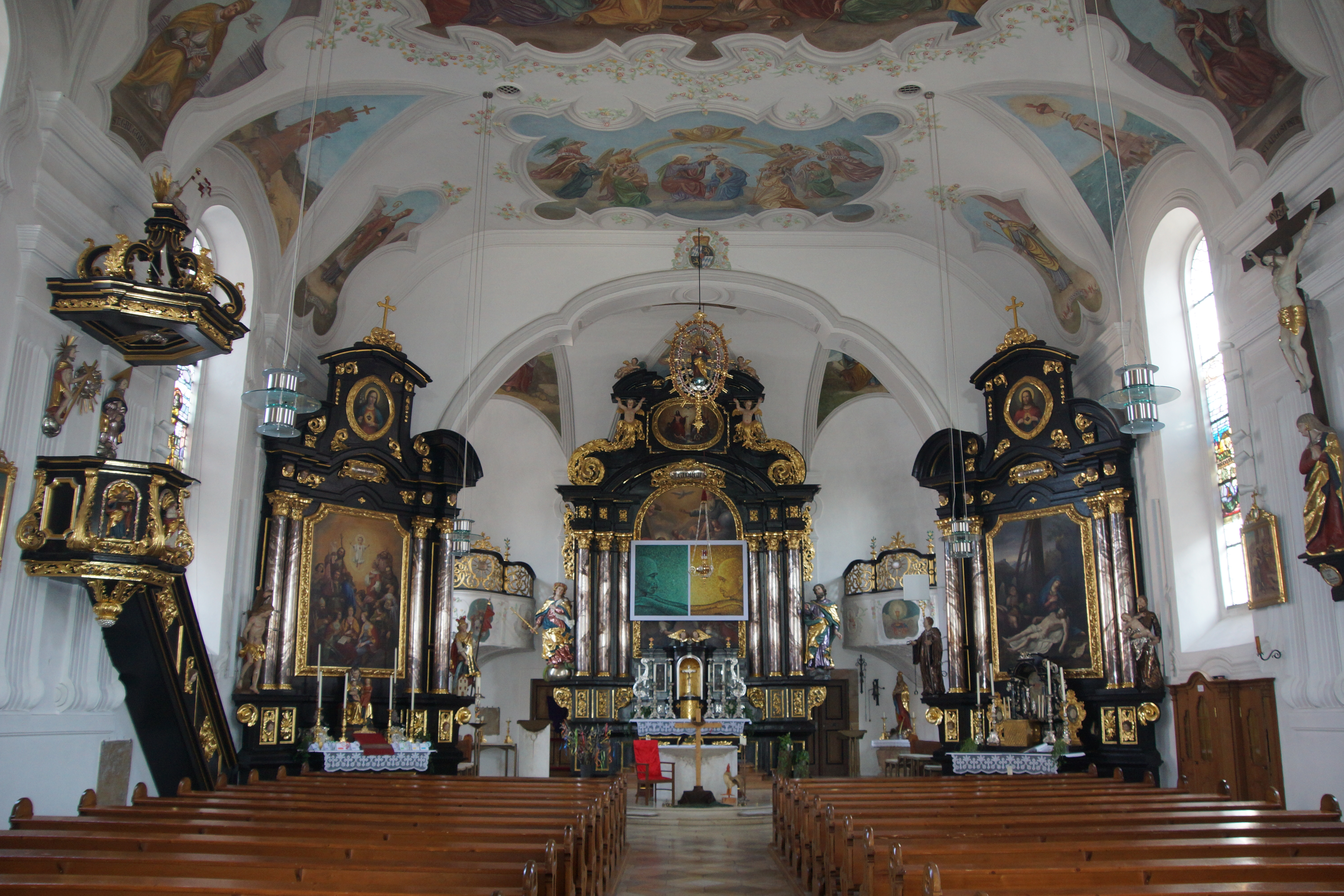
Inneres nach Osten

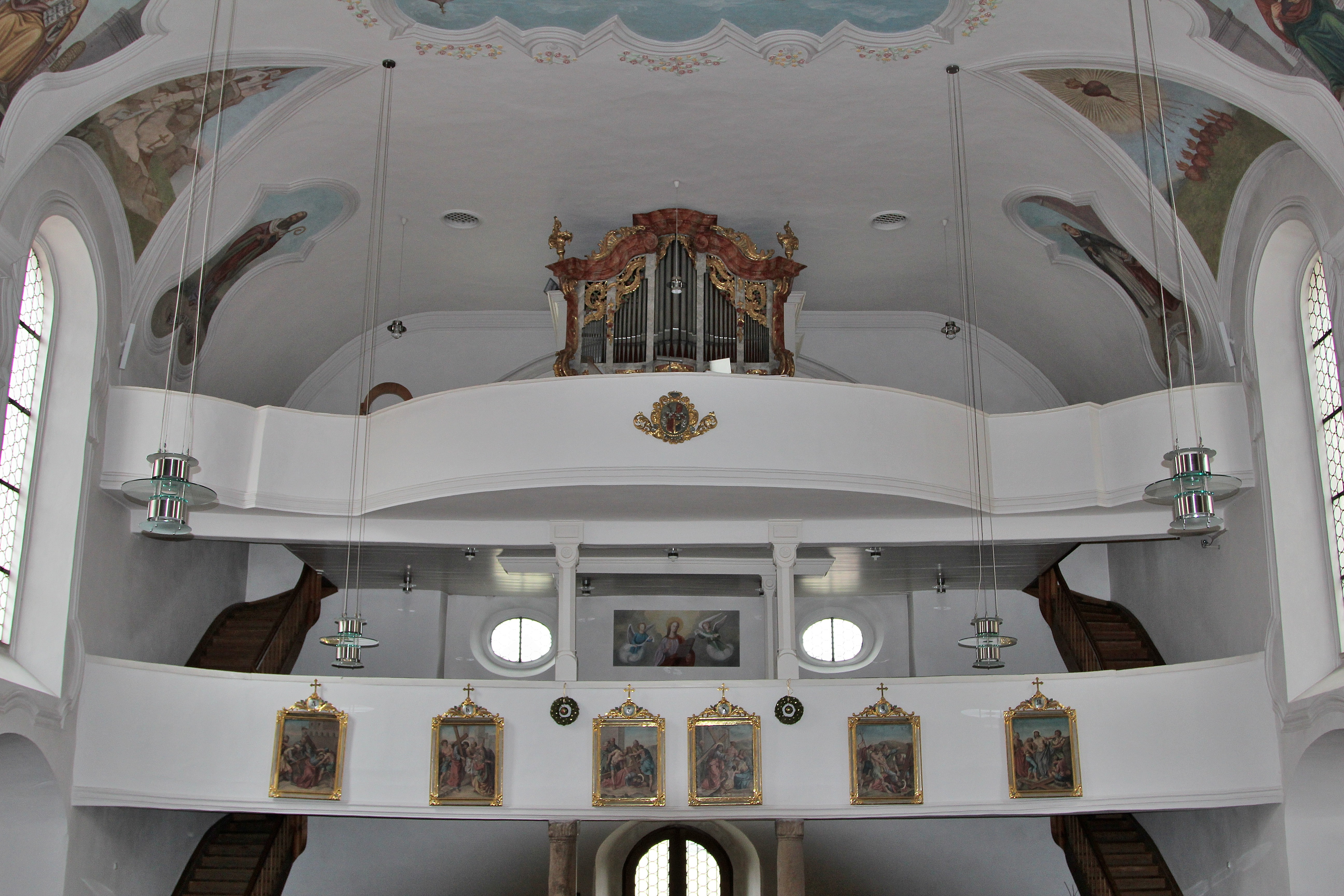
Inneres nach Westen

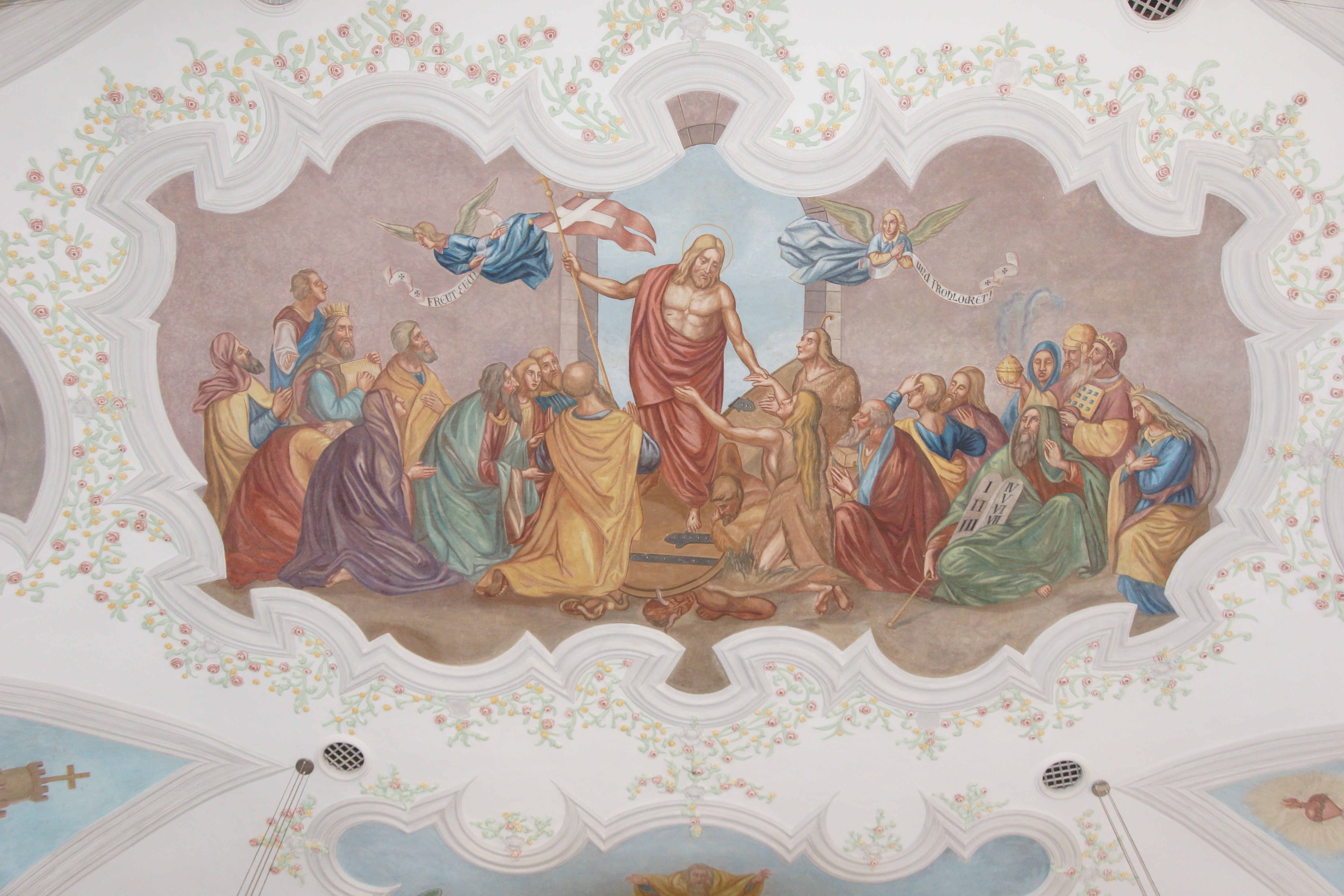
Deckengemälde

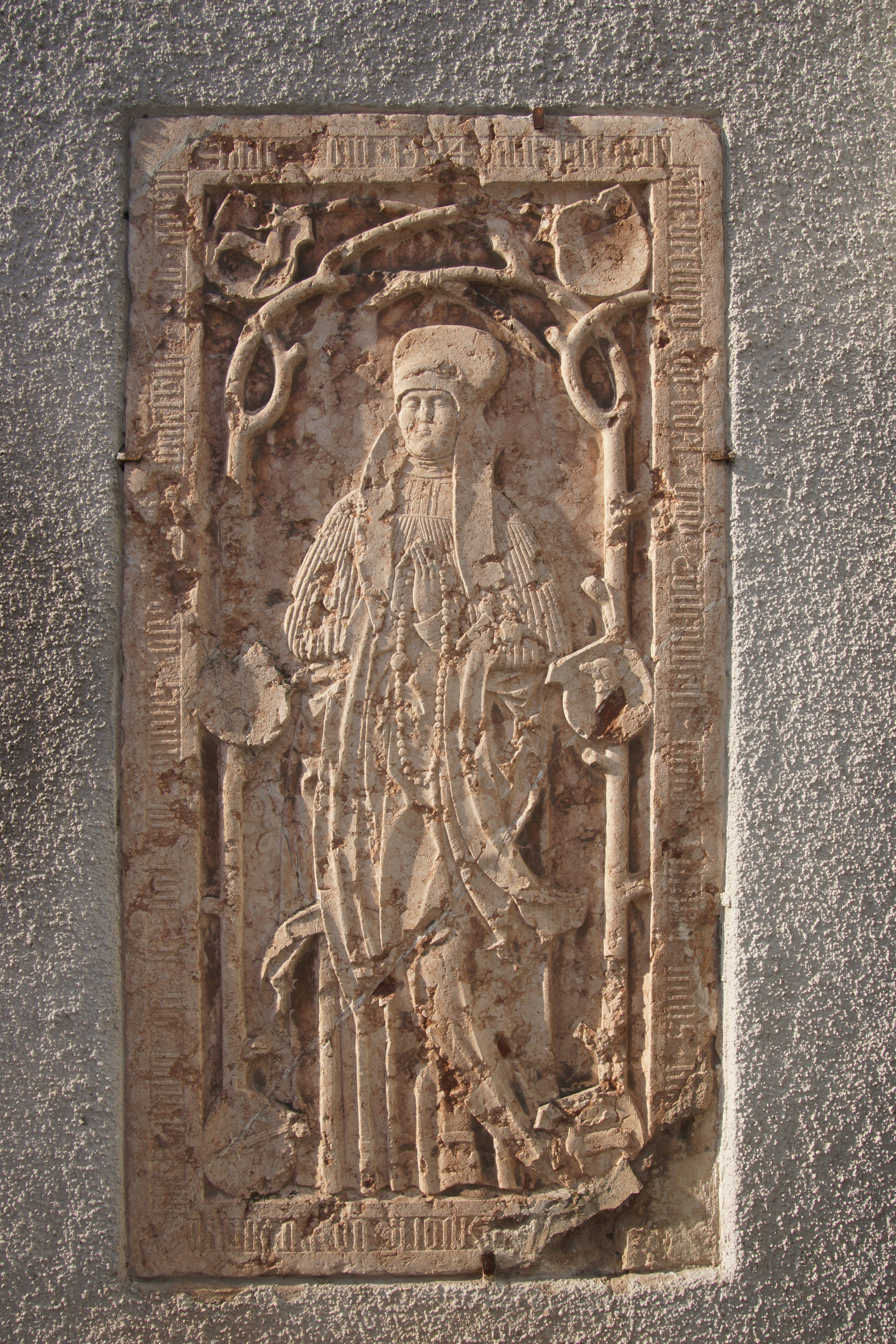
Grabstein

Eine erste Pfarrei am Ort ist 1244 belegt. Die Baugeschichte ist selbst nach den im Verlauf der Restaurierungen 1983/1984 und 1994/1995 vorgenommenen Untersuchungen und Freilegungen voller offener Fragen. Nach den archäologischen Grabungen wurde das mittelalterliche Bauwerk zunächst nach Westen erweitert und im 18. Jahrhundert nach Westen und Norden vergrößert. Bei dieser letzten Erweiterung wurde ein privates Haus überbaut, von dem ein mittelalterlicher Keller erhalten ist. Zu dieser Anlage gehörte möglicherweise auch ein mittelalterlicher Rundturm, der noch auf das 12. Jahrhundert zurückgeht.
Die Langhauswände enthalten im Kern noch die romanische Anlage, lassen jedoch im Übrigen auch eine zweimalige gotische Überarbeitung erkennen. Das gotische Bauwerk hatte bereits die Breite des heutigen Langhauses. Eine Zerstörung im Jahr 1633 und der danach erfolgte Wiederaufbau sind durch schriftliche Überlieferungen belegt, das bauliche Ausmaß dieser Maßnahmen ist jedoch unklar. Vermutlich erfolgte zu dieser Zeit die Erneuerung des Gewölbes der heutigen Sakristei, die das westlichste Joch eines in Grundmauern erhaltenen polygonalen östlichen Chorabschlusses bildete. Unter der Sakristei, unter dem ehemaligen Altar, wurde eine 1748 erwähnte Gruft gefunden, die 1983 nach Dokumentationen wieder zugemauert wurde.
Unklar ist weiterhin, warum die heutige Sakristei neben der Mittelachse und in einer Flucht mit der Südwand der Kirche erbaut wurde. Möglicherweise war eine Erweiterung des Schiffs nach Süden geplant und deshalb eine Verlagerung der Gräber des umliegenden Friedhofs in die Gruft erforderlich. Möglich ist ebenfalls, dass der Chorschluss nach dem Brand von 1759 einstürzte und das übriggebliebene Joch des Chorschlusses seit dieser Zeit als Sakristei genutzt wurde.
Nach einem Brand wurden in den Jahren 1761–1765 (Inschrift am Turm) Baumaßnahmen an der Kirche und am Turm zunächst durch den Maurermeister Wolfgang Diller aus Amberg und nach 1763 durch Wolfgang Reger aus Pressath vorgenommen. Von den Salesianerinnen aus Amberg wurden die Altäre aus der Zeit um 1700 und die heute als Ambo verwendete Kanzel gestiftet, von den dortigen Jesuiten ein Bild des heiligen Georg.

## Architektur
Das Bauwerk ist ein äußerlich schlichter Putzbau mit Rundbogenfenstern; an der Südseite wurden 1984 romanische Fenster und gotische Portalumrahmungen freigelegt. Langhaus und Chor sind einem Rechteck einbeschrieben. Östlich schließen sich die Sakristei und der siebengeschossige Turm mit eingezogener Zwiebelhaube und Laterne an. Die unteren vier Turmgeschosse sind mit kleinen Fensteröffnungen, die darüberliegenden Geschosse mit abgerundeten Ecken und Liseneneinfassung versehen. Die Inschrifttafel bezieht sich auf den Bauabschnitt der Jahre 1761–1765.
Zwischen Chor und Langhaus vermittelt unter einem Spiegelgewölbe mit Stichkappen ein eingezogener geschweifter Chorbogen. Die Stuckierung ist mit Rahmen versehen, die durch florale Motive aufgelockert werden und erneuerte Deckenbilder einfassen. Die Wände sind durch kannelierte Doppelpilaster gegliedert, im Westen ist eine zweigeschossige Empore angeordnet. In dem wenig vertieften Chor sind vor ausgerundeten Ecken von außen zugängliche Herrschaftsemporen angebracht, deren eine das Wappen derer von Hirschberg trägt.

## Ausstattung
Drei große, prachtvolle Altäre dominieren zusammen mit den geschnitzten Brüstungen der Oratorien das Innere. Es ist anzunehmen, dass die Stiftung der Ausstattung die besondere Ausformung des Chores und des Chorbogens beeinflusst hat. Die großen Altarblätter stammen teilweise vermutlich von Johann Claudius Mono (Jean Claude Monot) aus dem Jahr 1700 und zeigen den heiligen Georg, die Beweinung Christi und die vierzehn Nothelfer. Die Retabel mit sechs oder vier gestaffelten Säulen unter einem verkröpften Gebälk wurden vom Amberger Bildhauer Kaspar Leactius Martinez und dem Schreiner Johann Glöckh gearbeitet. Die Fassung wurde 1962 als schwarz-rot-goldene Marmorierung restauriert. Am Hochaltar sind bewegte barocke Figuren der Maria Immaculata und des heiligen Joseph aufgestellt, am nördlichen Seitenaltar Figuren der Heiligen Sebastian und Antonius, am südlichen der Heiligen Leonhard und Florian sowie einer spätgotischen sitzenden Anna selbdritt.
Mehrere Grabplatten sind an der Außenwand der Kirche angebracht. An der Südseite ist die Platte der Juliana Kreß von Kreßenstein, geborene von Hirschberg († 1514), mit einem Flachrelief der Verstorbenen in Mantel und Haube unter einem aus zwei verschlungenen Ästen gebildeten Bogen mit sechs Ahnenwappen angebracht. Die Rotmarmorgrabplatte für Elisabeth, Gemahlin des Sebald Kreß von Kreßenstein († 1502), ist mit einem Flachrelief der Verstorbenen unter Kielbogen und Allianzwappen gestaltet. Das Rotmarmorepitaph für Sebald Kreß zu Dietfurth († 1495) zeigt den Verstorbenen im Halbrelief unter einem Kielbogen in pelzgeschmücktem Mantel und Hut.

## Orgel

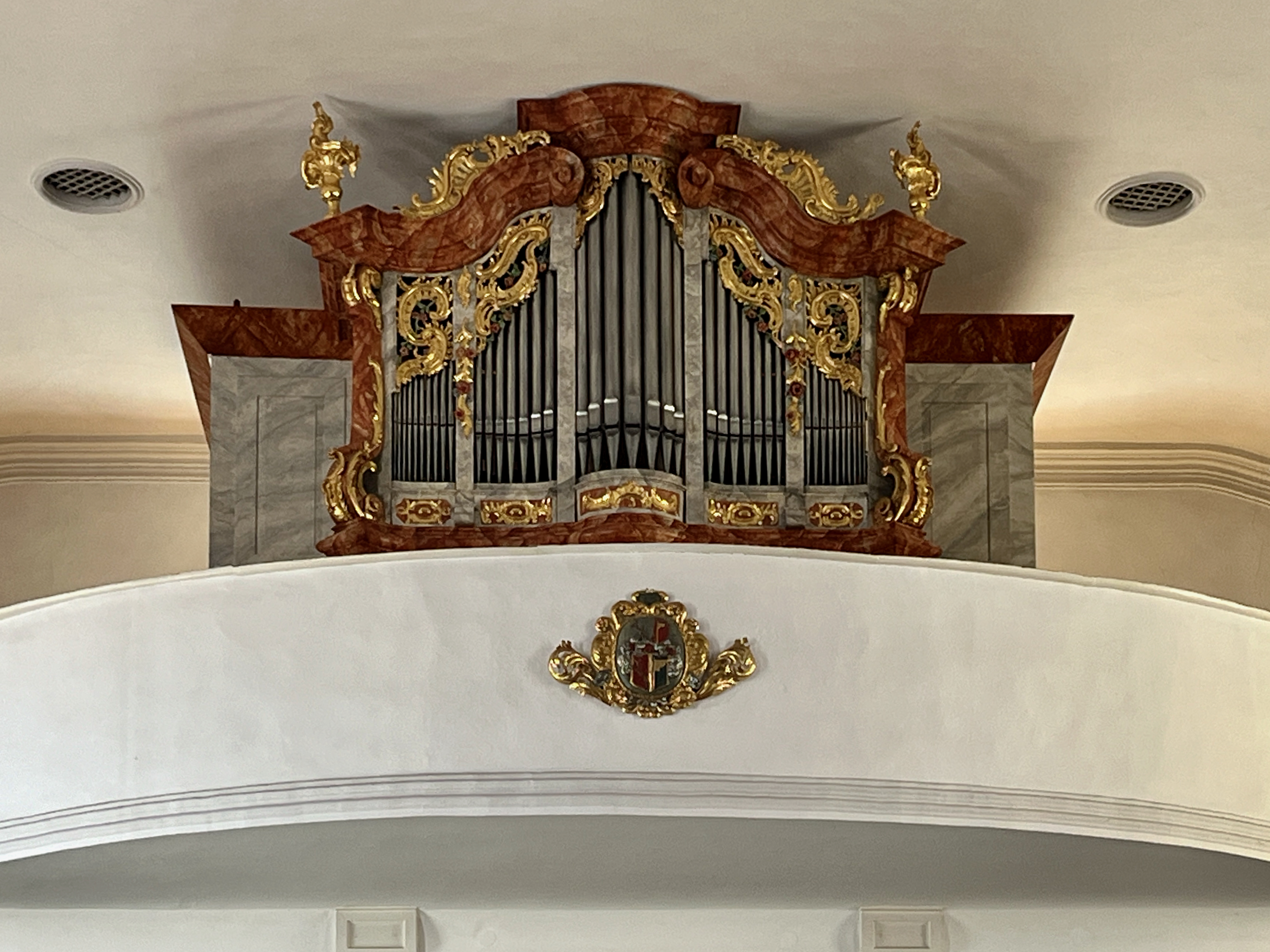
Orgelprospekt von Funtsch 1765, Orgelwerk Wolf 2024

Die älteste Quelle berichtet 1665 von einem Orgelneubau des Michael Kanhäuser aus dem böhmischen Falkenau an der Eger. Zwischen 1700 und 1720 folgte ein Werk des Amberger Orgelbauers Johann Conrad Vogel. Nach einem Brand der Kirche wurde es 1765 durch eine Orgel von Johann Konrad Funtsch aus Amberg (14/II/P) ersetzt, das Gehäuse mit reichem Rocailleschnitzwerk ist erhalten. Die Funtsch-Orgel spielte immerhin fast 150 Jahre, bei einer Reparatur 1886 zeichnete Ludwig Edenhofer die Disposition auf. 1912 gab es den Neubau op. 283 von Binder & Siemann (20/II/P) in und hinter das bestehende Gehäuse. Schon nach 65 Jahren folgte 1977 ein Werk von Guido Nenninger (21/II/P), neun Register wurden übernommen. Ihm war nur eine Lebensdauer von 43 Jahren beschieden. Am 21. Juli 2024 wurde ein Neubau von Vogtländischer Orgelbau Thomas Wolf (27/II/P) eingeweiht.
Die realisierte Disposition, abgenommen vom Spieltisch, lautet:
| I Hauptwerk C–g3 |                 |       |
| 1.               | Bordun          | 16′   |
| 2.               | Principal Major | 8′    |
| 3.               | Hohlflöte       | 8′    |
| 4.               | Octave          | 4′    |
| 5.               | Gemshorn        | 4′    |
| 6.               | Quinte          | 2 ⁄3′ |
| 7.               | Superoctav      | 2′    |
| 8.               | Mixtur IV       | 2′    |
| 9.               | Trompete        | 8′    |

| II Schwellwerk C–g3 |                  |        |
| 1.                  | Principal Minor  | 8′     |
| 2.                  | Gedackt          | 8′     |
| 3.                  | Salicional       | 8′     |
| 4.                  | Schwebung        | 8′     |
| 5.                  | Fugara           | 4′     |
| 6.                  | Flûte harmonique | 4′     |
| 7.                  | Nasat            | 2 ⁄3′  |
| 8.                  | Waldflöte        | 2′     |
| 9.                  | Terz             | 1 3⁄5′ |
| 10.                 | Mixtur III       | 1 ⁄3′  |
| 11.                 | Clarinette       | 8′     |

| Pedal C–f1 |              |         |
| 1.         | Violon       | 16′     |
| 2.         | Subbaß       | 16′     |
| 3.         | Quintbaß     | 10 2⁄3′ |
| 4.         | Principalbaß | 8′      |
| 5.         | Flötenbaß    | 8′      |
| 6.         | Octavbaß     | 4′      |
| 7.         | Posaune      | 16′     |

Spieltraktur mechanisch, Registertraktur elektrisch. Koppeln: II/I, I/P, II/P, II sub /I. Tremulant für beide Manuale. Setzer, Walze.